# Chavagnes
Chavagnes (auch: Chavagnes-les-Eaux) ist eine Ortschaft und eine Commune déléguée in der französischen Gemeinde Terranjou mit 1.264 Einwohnern (Stand: 1. Januar 2022) im Département Maine-et-Loire in der Region Pays de la Loire. Die Einwohner werden Chavagnais genannt.
Die Gemeinde Chavagnes wurde am 1. Januar 2017 mit Notre-Dame-d’Allençon und Martigné-Briand zur neuen Gemeinde Terranjou zusammengeschlossen. Sie gehörte zum Arrondissement Angers.

## Geographie
Chavagnes liegt etwa 23 Kilometer südsüdöstlich von Angers im Weinbaugebiet Anjou, speziell im Gebiet Coteaux-du-Layon. Umgeben wurde die Gemeinde Chavagnes von den Nachbargemeinden Notre-Dame-d’Allençon im Nordwesten und Norden, Les Alleuds im Norden und Nordosten, Luigné im Osten, Martigné-Briand im Süden sowie Thouarcé im Westen. 

## Bevölkerungsentwicklung
| Jahr                       | 1962 | 1968 | 1975 | 1982 | 1990 | 1999 | 2006 | 2013 |
| Einwohner                  | 787  | 792  | 713  | 702  | 695  | 777  | 910  | 1247 |
| Quellen: Cassini und INSEE |      |      |      |      |      |      |      |      |

## Sehenswürdigkeiten
- Kirche Saint-Germain aus dem 14. Jahrhundert, Monument historique seit 2006
- Mühle

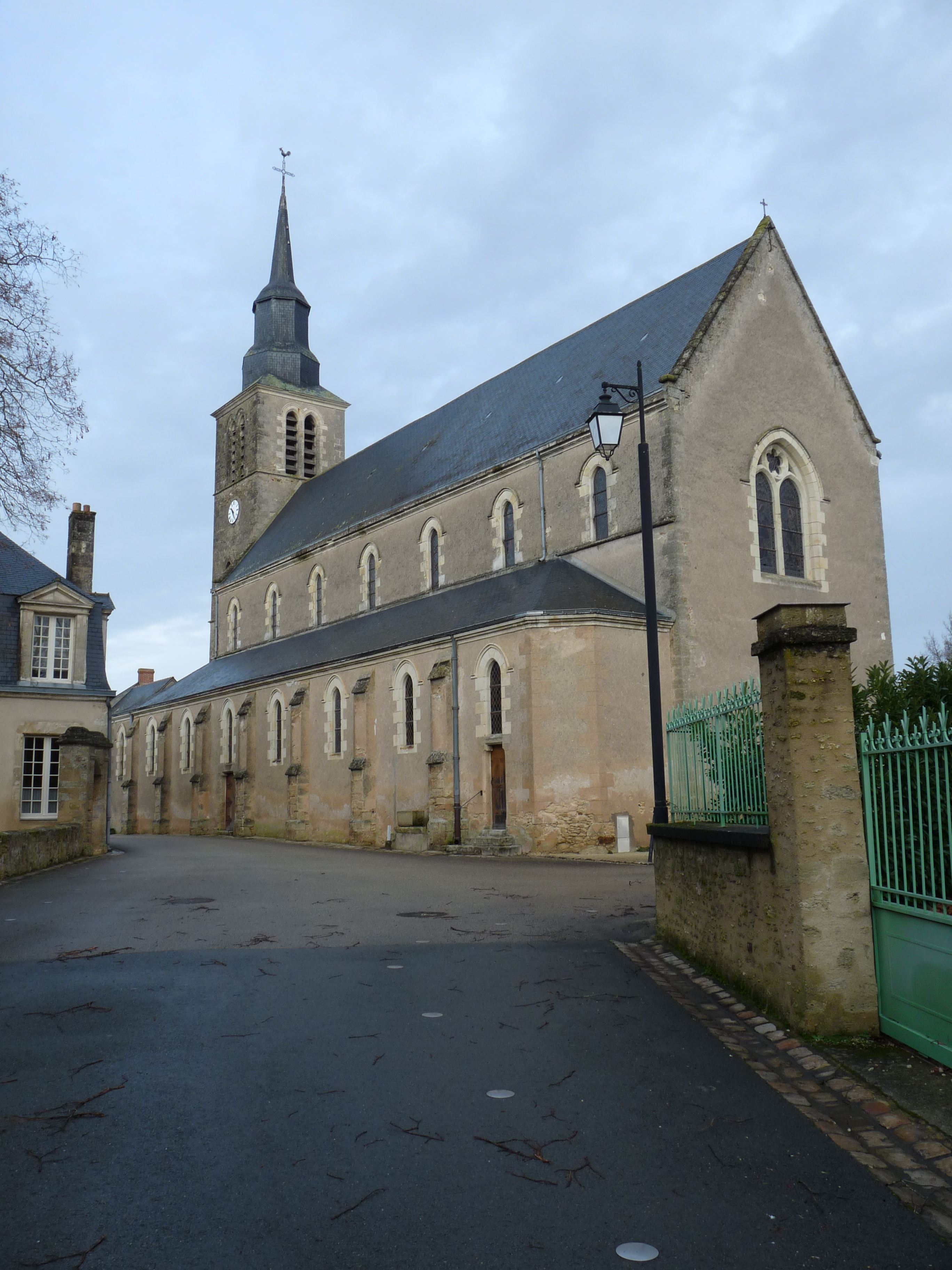
Kirche Saint-Germain
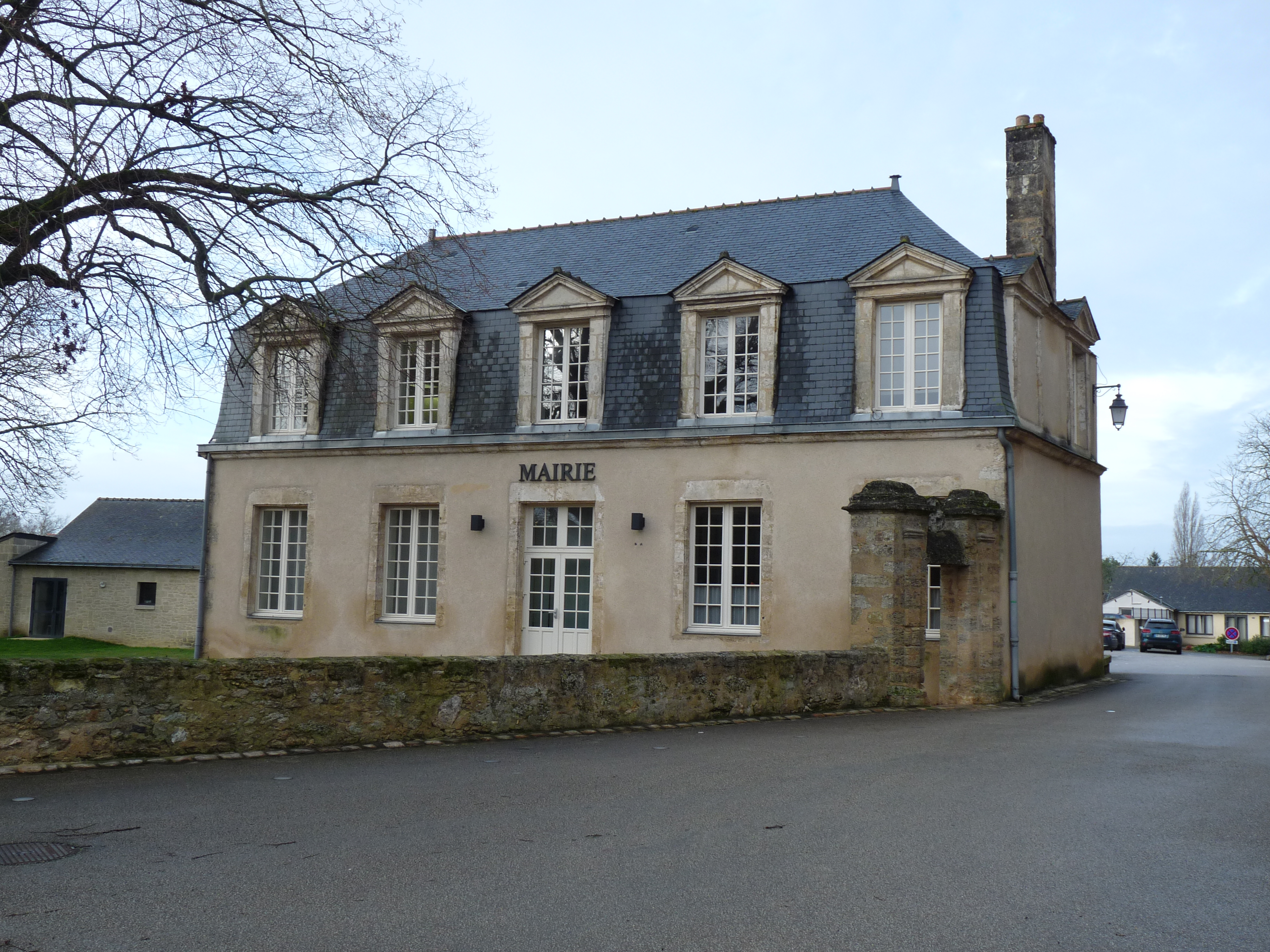
Ehemalige Mairie